# Isosaari (ö i Finland, Norra Savolax, Kuopio)
Isosaari är en ö i Finland. Den ligger i sjön Iso-Pihlainen och i kommunen Kuopio i den ekonomiska regionen  Kuopio ekonomiska region  och landskapet Norra Savolax, i den centrala delen av landet, 300 km nordost om huvudstaden Helsingfors. Öns area är 3,2 hektar och dess största längd är 310 meter i sydöst-nordvästlig riktning.